# Ню Чэнцзэ
Ню Чэнцзэ́ (кит. трад. 鈕承澤, пиньинь Niǔ Chéngzé, р.22 июня 1966) — тайваньский киноактёр, режиссёр и продюсер, лауреат престижных премий.

## Биография
Его предки происходят из Пекина, но сам он принадлежит ко 2-му поколению рождённых на Тайване; его отец был маньчжуром из рода Нюхуру. Уже в 9 лет Ню Чэнцзэ начал сниматься в кино, а в 17 лет был номинирован на престижную кинопремию «Золотая лошадь» в номинации «Лучшая мужская роль второго плана». То, что родным для него был принятый в его семье пекинские диалект китайского языка, не позволило ему найти работу в кино сразу после окончания школы, однако он смог освоить местные диалекты, и сделать кинокарьеру.
С 2000 года стал пробовать себя в качестве режиссёра. В 2002 году основал кинокомпанию «Хундэн» (红豆制作股份有限公司). Снятый им в 2007 году фильм «情非得已之生存之道» на кинофестивале «Золотая лошадь» 2008 года был удостоен премии Международной федерации кинопрессы.

## Фильмография

### Режиссёр
| Год  | Оригинальное название | Русское название | Комментарий |
| ---- | --------------------- | ---------------- | --- |
| 2007 | 情非得已之生存之道    |                  | «Премия ФИПРЕССИ» кинофестиваля «Золотая лошадь»                                                                                           |
| 2010 | 艋舺                  |                  | Премии «Лучшая мужская роль», «Лучшие звуковые спецэффекты» и «Выдающийся тайваньский кинематографист года» кинофестиваля «Золотая лошадь» |
| 2012 | 愛                    |                  | |
| 2014 | 軍中樂園              | Рай на службе    | |

### Актёр
| Год  | Оригинальное название | Русское название | Режиссёр    | Комментарий |
| ---- | --------------------- | ---------------- | ----------- | ----------- |
| 1976 | 小雨丝丝              |                  |             |             |
| 1978 | 我们永远在一起        |                  |             |             |
| 1979 | 香火                  |                  |             |             |
| 1980 | 丹尼尔的故事          |                  |             |             |
| 1982 | 苦恋                  |                  |             |             |
| 1983 | 國中十四章            |                  |             |             |
| 1983 | 風櫃來的人            | Парни из Фэнгуэй | Хоу Сяосянь |             |
| 1983 | 小畢的故事            |                  |             |             |
| 1984 | 安安                  |                  |             |             |
| 1985 | 背影                  |                  |             |             |
| 1985 | 唐朝绮丽男            |                  |             |             |
| 1985 | 少年八家将            |                  |             |             |
| 1987 | 阿哲的兄弟            |                  |             |             |
| 1987 | 報告班長              |                  |             |             |
| 1987 | 黄色故事              |                  |             |             |
| 1988 | 我有话要说            |                  |             |             |
| 1988 | 芳草碧連天            |                  |             |             |
| 1988 | 八二三炮戰            |                  |             |             |
| 1989 | 香蕉天堂              |                  |             |             |
| 1990 | 少爷当大兵            |                  |             |             |
| 1996 | 飛天                  |                  |             |             |
| 1997 | 黑金                  | Остров алчности  | Майкл Мак   |             |
| 1997 | 雨狗                  |                  |             |             |
| 1998 | 徵婚啟事              |                  | Чэнь Гофу   |             |
| 1999 | 天馬茶房              | Марш счастья     | Линь Чэншэн |             |
| 1999 | 惊天动地              |                  |             |             |
| 1999 | 小百无禁忌            |                  |             |             |
| 1999 | 想死趁现在            |                  |             |             |
| 2001 | 千禧曼波              | Миллениум Мамбо  | Хоу Сяосянь |             |
| 2008 | 情非得已之生存之道    |                  | Ню Чэнцзэ   |             |
| 2010 | 艋舺                  |                  | Ню Чэнцзэ   |             |
| 2011 | 转山                  |                  |             |             |
| 2012 | 爱                    |                  | Ню Чэнцзэ   |             |